# Ionien (dialecte)

Distribution des dialectes du grec ancien durant la période classique.

Pour les articles homonymes, voir Ionien.
| Groupe occidental - Dorien - Grec nord-occidental | Groupe central - Éolien - Arcadochypriote | Groupe oriental - Attique - Ionien |
| Isolé : Achéen                                    |                                           |                                    |

L'ionien  (grec ancien : Ἰωνική, romanisé : Iōnikḗ) est un groupe dialectal du grec ancien, parlé :
- dans une grande partie du pourtour de la mer Égée, dont la région de l'Ionie en Asie mineure ;
- dans les colonies ioniennes :
  - en Grande-Grèce (colonies d'Héraclée, Siris, Rhêgion, Taormine, Catane et Léontines) ;
  - en Gaule et en Hispanie (colonies phocéennes de Marseille) ;
  - autour du Pont-Euxin (colonies pontiques où il a évolué en pontique) ;
  - chez les Grecs d'Égypte (où il a évolué en koinè ; la plus lointaine des colonies ioniennes se trouvait dans l’océan Indien sur l’île de Dioscoride ou île des Dioscures, au large de la pointe orientale de l’Afrique[2]).

Le groupe ionien comprend traditionnellement trois variétés dialectales qui étaient parlées en Eubée (ionien occidental), dans les Cyclades du nord (ionien central) et à partir de 1000 av. J.-C. en Ionie asiatique (ionien oriental), où les colons ioniens d'Athènes fondèrent leurs villes. L'ionien était la base de plusieurs formes de langage littéraire des périodes archaïque et classique, tant en poésie qu'en prose. Les œuvres d'Homère et d'Hésiode comptent parmi les œuvres poétiques les plus populaires qui ont été écrites dans une forme littéraire du dialecte ionien, connue sous le nom de grec épique ou homérique. La prose grecque la plus ancienne, y compris celle d'Héraclite, d'Hérodote, de Démocrite et d'Hippocrate, a également été écrite en ionien. À la fin du Ve siècle avant J.-C., l'ionien a été supplanté par l'attique, qui était devenu le dialecte dominant du monde grec.

## Histoire
Le dialecte ionien semble s'être initialement répandu depuis le continent grec à travers la mer Égée à l'époque des migrations doriennes, vers le XIe siècle av. J.-C., au début des Siècles obscurs. Selon la tradition, les ancêtres des Ioniens sont partis d'Athènes, au cours d'une série de migrations, pour établir leurs colonies sur la côte de l'Asie Mineure et les îles des Cyclades, vers le début de la période protogéométrique (1075/1050 av. J.-C.). Entre le XIe et le IXe siècle avant J.-C., les Ioniens ont continué à se répandre dans ces régions. L'affinité linguistique de l'attique et de l'ionien est évidente dans plusieurs caractéristiques uniques, comme la perte précoce de /w/, ou la fusion de /ā/ et /ē/, comme on le voit dans les deux dialectes. À la fin de la Grèce archaïque et au début de la Grèce classique au Ve siècle av. J.-C., la côte centrale ouest de l'Asie Mineure, ainsi que les îles de Chios et de Samos, formaient le cœur de l'Ionie proprement dite. Le dialecte ionien était également parlé sur les îles de la mer Égée centrale et sur la grande île d'Eubée au nord d'Athènes. Le dialecte s'est rapidement répandu par la colonisation ionienne dans les régions du nord de la mer Égée, de la mer Noire et de la Méditerranée occidentale, y compris la Grande Grèce en Sicile et en Italie.
Le dialecte ionien est généralement divisé en deux grandes périodes, l'ionien ancien et le nouvel ionien. La transition entre les deux n'est pas clairement définie, mais 600 av. J.-C. est une bonne approximation. Les œuvres d'Homère (l'Iliade, l'Odyssée et les Hymnes homériques) et d'Hésiode ont été écrites dans un dialecte littéraire appelé grec homérique ou grec épique, qui comprend en grande partie l'ionien ancien, mais avec un mélange du dialecte éolien voisin au nord, ainsi que quelques éléments mycéniens résultant d'une longue tradition épique pré-homérique. Cet ionien épique a été utilisé dans toute la poésie hexamétrique et élégiaque ultérieure, non seulement par les Ioniens, mais aussi par des étrangers comme le Béotien Hésiode. L'ionien serait alors devenu le dialecte conventionnel utilisé pour des genres poétiques et littéraires spécifiques. Il a été utilisé par de nombreux auteurs, quelle que soit leur origine ; comme le dorien Tyrtée, composant des élégies sous une forme ionienne. Cette capacité des poètes à passer d'un dialecte à l'autre allait finalement atténuer les différences régionales, tout en contribuant à la prise de conscience de la grécité que tous les dialectes avaient en commun. Le poète Archiloque a écrit en ionien ancien tardif. Les auteurs néo-ioniens les plus célèbres sont Anacréon, Théognis, Hérodote, Hippocrate et, à l'époque romaine, Artée, Arrien et l'ouvrage de Lucien ou du Pseudo-Lucien, Sur la déesse syrienne. L'ionien a acquis du prestige parmi les locuteurs grecs en raison de son association avec la langue utilisée à la fois par Homère et Hérodote et de la relation linguistique étroite avec le dialecte attique tel qu'il était parlé à Athènes. Cela a été encore renforcé par la réforme de l'écriture mise en œuvre à Athènes en 403 av. J.-C., par laquelle l'ancien alphabet attique a été remplacé par l'alphabet ionien, tel qu'il était utilisé par la ville de Milet. Cet alphabet est finalement devenu l'alphabet grec standard, son utilisation devenant uniforme pendant l'ère de la koinè. C'était également l'alphabet utilisé dans les Évangiles chrétiens et le livre des Actes.

## Les sous-dialectes ioniens
Sur la base des inscriptions, on peut distinguer trois sous-dialectes de l'ionien.
1. L'ionien occidental, le dialecte de l'Eubée et de certaines parties de l'Attique, comme Oropos ;
2. L'ionien central ou cycladique, le dialecte des îles Cyclades ;
3. L'ionien oriental, le dialecte de Samos, Chios et de la côte ouest de l'Asie Mineure[8].

L'ionien oriental se distingue des deux autres dialectes car il a perdu très tôt le son /h/ (psilosis) (Hérodote devrait donc être appelé à juste titre Erodotos). Le son /w/ (digamma) est également complètement absent de l'ionien oriental, mais a parfois été conservé dans l'ionien occidental et cycladique. Également les pronoms qui commencent par /hop-/ en ionien occidental et cycladique (ὅπου où, ὅπως comment), commencent par ok- (écrit conventionnellement hok-) en ionien oriental (ὅκου/ὄκου, ὅκως/ὄκως).
L'ionien occidental diffère de l'ionien oriental et cycladique par les sons -tt- et -rr- où les deux autres ont -ss- et -rs- (τέτταρες contre τέσσαρες, quatre ; θάρρος contre θάρσος, bravoure). L'ionien occidental se distingue également par l'utilisation de la forme ξένος (xenos, étranger, invité), alors que les deux autres utilisent ξεῖνος (xeinos).
L'ionien cycladique peut être subdivisé : Keos, Naxos et Amorgos ont conservé une différence entre deux sons /æ/, à savoir le /æ/ originel (écrit Ε), et le /æ/ issu de /ā/ (écrit Η) ; par exemple ΜΗΤΕΡ = μήτηρ < μάτηρ, mère. Sur les autres îles des Cyclades, cette distinction n'était pas faite, Η et Ε y étaient utilisés de manière interchangeable.
Au sein de l'ionien oriental, Hérodote a reconnu quatre sous-groupes (Histoires, I.142), dont trois apparemment influencés par une langue voisine : 
1. Le dialecte de Milet, Myos et Priène, et leurs colonies, influencé par le carien ;
2. L'ionien d'Éphèse, Colophon, Lébédos, Téos, Clazomènes et Phocaïe, et leurs colonies, influencé par le lydien ;
3. Le dialecte de Chios et d'Érythrées et leurs colonies, influencé par le grec éolien ;
4. Le dialecte de Samos et ses colonies.

Les différences entre ces quatre groupes ne sont pas clairement visibles sur les inscriptions, probablement parce que les inscriptions étaient généralement ordonnées par un groupe social élevé qui parlait partout le même type d'« ionien civilisé ». Cependant, le langage local de « l'homme de la rue » a dû montrer des différences. On peut en avoir une idée dans la langue du « poète mendiant » éphésien Hipponax, qui utilisait souvent l'argot local (νικύρτας, σάβαυνις : termes d'abus ; χλούνης, voleur ; κασωρικός, putain) et des emprunts lydiens (πάλμυς, roi).

## Phonologie

### Voyelles
En proto-grec ā > ionien ē ; en dorien, éolien, ā reste ; en attique, ā après e, i, r, mais ē ailleurs.
- Attique νεᾱνίᾱς, neāníās, ionien νεηνίης, neēníēs « jeune homme »
- original et dorien ἁ (ᾱ) hā > attique-ionien ἡ hē « le » (nominatif féminin singulier)
- original et dorien μᾱ́τηρ, mātēr > attique-ionien μήτηρ, mḗtēr « mère »[12].

Proto-grec e, o > ionien oriental/central ei, ou : allongement compensatoire après la perte de w dans les séquences enw-, erw-, onw-, orw-.
En attique et en ionien occidental, e, o ne sont pas allongés.
- Proto-grec *kórwā[14] > attique κόρη, kórē, ionien κούρη koúrē "fille" *órwos > ὄρος óros, οὖρος oúros "montagne"
- *ksénwos > ξένος xénos, ξεῖνος xeĩnos "invité, étranger".

L'ionien oriental supprime généralement l'aspiration initiale (Proto-grec hV- > ionien V-).
- Proto-grec *hāwélios > attique hēlios, homérique (ionien oriental précoce) ēélios "soleil".

L'ionien se contracte moins souvent que l'attique.
- L'ionien γένεα génea, attique γένη génē « famille » (nominatif neutre pluriel)

### Consonnes
Proto-grec *kʷ devant o > attique, ionien occidental ; p central pour certains k ioniens orientaux.
- Proto-grec *hókʷōs > ionien oriental ὅκως hókōs, attique ὅπως hópōs « de quelque manière que ce soit, de quelle manière ».

Proto-grec *ťť > ionien oriental/central ss, ionien occidental, attique tt. Cette caractéristique de l'ionien oriental et central s'est retrouvée dans le grec koinè.
- Proto-grec *táťťō > ionien τάσσω, tássō, attique τάττω, táttō « j'arrange ».

Distribution des dialectes du grec ancien durant la période classique en Grande Grèce